# Choi Soo-yeon
Dans ce nom coréen, le nom de famille, Choi, précède le nom personnel.
Pour les articles homonymes, voir Choi.
Choi Soo-yeon (coréen : 최수연, /tʃɔi su.jɔn/), née le 23 novembre 1990, est une escrimeuse sud-coréenne, membre de l'équipe nationale de sabre depuis 2015. Elle est médaillée de bronze en équipe durant les Jeux olympiques d'été de 2020.

## Biographie
Choi Soo-yeon naît le 23 novembre 1990 à Iri, actuelle Iksan, en Jeolla du Nord, dans une famille monoparentale modeste avec deux frères et sœurs. Sa mère souffre d'une hernie discale. Elle débute l'escrime au cours de sa première année de collège en ayant alors pour but de gagner de l'argent pour soutenir financièrement sa famille. Elle s'affirme comme étant chrétienne,.

### Parcours en junior
Choi étudie au lycée pour filles d'Iri, un établissement d'enseignement secondaire de sa ville natale réservé aux filles. Avec ses camarades sabreuses, elle participe à plusieurs festivals nationaux du sport dans la catégorie « lycéen », y compris celui de 2007 à Gwangju durant lequel elles remportent ensemble l'or. Il s'agit de la première médaille d'or dans une épreuve de sabre par équipes pour le lycée en vingt ans de participation et la première décoration nationale de Choi. L'année suivante, elles s'engagent ensemble dans la Coupe du Président, une compétition d'ordre nationale importante pour l'escrime sud-coréenne. Encore une fois, elles sont sacrées championnes et Choi remporte une médaille d'argent en individuel.

### 2011 – 2015: Débuts de carrière prometteurs
Elle est licenciée au Lourus Fencing Club de 2011 à 2013. Elle est diplômée de l'université Dong-Eui (en) en éducation physique.
Choi continue à participer à différents festivals nationaux du sport, principalement en équipes. Son premier en tant que sénior est celui de 2011. Elle est médaillée d'or par équipes, avec notamment Yoon Ji-su, cette dernière étant une escrimeuse dont la carrière est intimement liée à celle de Choi encore aujourd'hui.
Sa première compétition d'envergure mondiale est l'Universiade d'été de 2011. Elle participe en premier lieu à des sélections nationales à Gimje avec son université. Elle est choisie comme troisième membre permanent de l'équipe nationale de sabre féminin après un assaut perdu (9-15) en finale contre l'une de ses futures coéquipières : Lee Ra-jin. Elle s'envole pour Shenzhen aux côtés de Lee et Kim Ji-yeon et revient avec la médaille de bronze par équipes.
Un an après cette Universiade, elle fait ses débuts officiels en tant que sénior au Grand Prix de Tianjin durant lesquels elle atteint la 31e place. Alors que Choi obtient de bons résultats dans la majorité des compétitions nationales auxquelles elle participe et qu'elle est déjà considérée par beaucoup comme le futur du sabre féminin sud-coréen, elle se rompt les deux ligaments croisés en faisant une marche lors d'un festival national et pense alors voir arriver la fin de sa carrière. À la souffrance physique s'ajoute rapidement la souffrance psychologique et plus spécifiquement une dépression. Après six mois de rééducation, elle reprend les entraînements à un rythme intensif, parvient finalement à se remettre et deux mois plus tard, à la surprise générale, se hisse à la troisième place des championnats nationaux sud-coréens. Ses techniques sont principalement défensives car le traumatisme la limite encore dans les mouvements amples, notamment la fente. En 2013, après cette blessure, elle rejoint le Ansan City Hall, club qu'elle n'a toujours pas quitté à ce jour. Elle y est entraînée par Lee Hyun-soo, un sabreur sud-coréen ayant participé aux Jeux olympiques d'été de 1988.
Elle intègre l'équipe nationale de Corée du Sud en 2015 dont elle est rapidement considérée comme capitaine, ce rôle étant aussi parfois attribué à Kim Ji-yeon. Cette même année, elle acquiert sa première médaille d'or en compétition mondiale lors de l'Universiade d'été de 2015 avec l'équipe nationale.

### 2017 – 2019: Retour sur la scène internationale
Après presque un an sans récompense majeure, Choi fait son retour en 2017. Elle commence doucement avec une deuxième place à la Coupe du Président.
C'est également 2017 qui marque ses deux premières médailles en coupe du monde avec deux bronzes par équipes, à Orléans puis Saint-Nicolas.
2018 est une année chargée en podiums, particulièrement lors des évènements par équipes. Sa première compétition est une épreuve de coupe du monde à Baltimore au cours de laquelle elle décroche le bronze avec Kim Ji-yeon, Lee Ra-jin et Yoon Ji-su. Elle est sacrée, toujours par équipes, championne de la Coupe du président, puis vice-championne de la Coupe Acropolis et enfin vice-championne d'Asie, tout cela aux côtés de Hwang Seon-a, Kim Ji-yeon et Yoon Ji-su. L'équipe restera fixe le reste de la saison. Durant ces mêmes championnats, elle remporte la médaille de bronze en sabre individuel. Elle est médaillée de bronze par équipes aux championnats du monde 2018 à Wuxi.
Choi poursuit sur sa lancée le mois suivant lors de ses premiers et derniers Jeux asiatiques, la 18e édition à Jakarta, où elle repart avec une médaille d'or par équipes. Elle joue un rôle déterminant dans l'assaut final contre la Chine puisqu'elle parvient à creuser l'écart de points en menant cinq touches à une lors du troisième relai pour arriver à un score final de 45 à 36 en faveur de la Corée du Sud. Elle ne participe par à l'épreuve individuelle. Cette décoration a une importance particulière pour Choi car il s'agit de sa première médaille d'or en championnat continental et qu'elle l'obtient à un âge (28 ans) plus avancé que la plupart des autres escrimeurs sud-coréens.
Toujours avec la même équipe, l'escrimeuse décroche le bronze aux championnats du monde 2019 à Budapest.
Au cours de la saison 2018-2019, une compétition marque sa carrière : le Grand Prix du Caire. En effet, cette compétition constitue sa première et unique médaille de coupe du monde en individuel. Pour parvenir jusqu'à l'argent, elle vainc plusieurs escrimeuses mieux classées qu'elle, dont Anne-Elizabeth Stone et Olha Kharlan, mais s'incline face à Sofia Velikaïa (13-15). Cela lui vaut tout de même la deuxième place du podium.

### 2020 – 2022: Bronze aux Jeux olympiques
Au début de la saison 2020-2021, elle remporte le bronze par équipes à Budapest dans le cadre du tournoi Gerevich-Kovacs-Karpati, une épreuve de la coupe du monde. Elle est alors aux côtés de Kim Ji-yeon, Seo Ji-yeon et Yoon Ji-su. Les Sud-coréennes l'emportent sur les Ukrainiennes (45-36) en huitième de finale mais ont cédé face aux Polonaises (41-45). Elles affrontent les Françaises, considérées comme un obstacle de taille, pour le bronze, et parviennent à gagner. En individuel, elle atteint une plus modeste 28e position. Elle parvient néanmoins à se rattraper puisqu'un mois avant les Jeux olympiques, elle remporte les championnats nationaux avec son club, puis la Coupe Kim Chang-hwan (en), compétition qui vise entre autres à sélectionner les escrimeurs qui feront partie de l'équipe nationale, en individuel et par équipes. Elle finit la saison en étant sacrée championne de Corée du Sud par équipe, avec ses camarades de longue date : Lee, Kim et Seo, mais également en individuel.
Elle est mariée depuis 2020.
La sabreuse participe à ses premières olympiades en 2021. Toujours accompagnée de la même équipe nationale, elle remporte la médaille de bronze durant les Jeux olympiques de Tokyo 2020. Ensemble, elles affrontent les Italiennes pour le bronze et gagnent (45-42) malgré un important retard de points (25-15) après le cinquième relai. Choi ne participe qu'aux deux premiers matchs, contre la Hongrie (45-40) et la Russie (45-26), à cause d'une luxation de l'épaule qui l'empêche de tirer. Il s'agit de la première médaille olympique pour la Corée du Sud dans l'épreuve de sabre féminin par équipes,. En individuel, elle atteint une plus modeste 14e place. En 32e de finale, elle vainc la Française Cécilia Berder (15-11), championne du monde de sabre individuel en 2018. Elle est d'abord menée d'une touche mais parvient à égaliser et même à dominer l'assaut un certain temps. Berder égalise mais Choi s'impose à nouveau lors dès la fin de la première phase et mène jusqu'à la fin. En tableau de 16, elle affronte Anna Márton. Elle subit d'abord l'assaut, parvient à remonter son score mais finit par définitivement s'incliner (11-15). Toutes les sabreuses sud-coréennes se font éliminer à cette étape.
En récompense pour les bons résultats du pays, trois de ses compatriotes (Yoon Ji-su, Gu Bon-gil et Kim Jun-ho) et elle reçoivent une plaque honorifique de la part de leur alma mater. Avec les autres sabreuses de son club, elle reçoit également le prix 2021 du meilleur groupe de la part de la fédération coréenne d'escrime pour leur performances aux Jeux olympiques mais aussi aux Jeux asiatiques et aux championnats du monde.
Peu de temps après, la saison 2021-2022 débute. Les Sud-coréennes marquent un podium dès la première compétition par équipes en remportant le bronze à Tbilissi. Deux mois plus tard, après l'exclusion des escrimeuses russes et biélorusses des compétitions internationales à partir de mars, elles reviennent triomphantes de la Coupe Bosphorus. À côté de cela, les sabreuses du Ansan City Hall obtiennent l'argent à la Coupe du Président après une défaite en finale face au Seoul City Hall (43-45).
Elle reste discrète la saison suivante. Elle ne participe qu'à une seule épreuve de coupe du monde, le Grand Prix de Séoul, dont elle est éliminée en huitièmes de finale. Elle ne participe pas aux championnats ni d'Asie ni du monde en raison d'une refonte de l'équipe sud-coréenne.

## Palmarès
- Jeux olympiques
  -  Médaille de bronze par équipes aux Jeux olympiques d'été de 2020 à Tokyo
- Championnats du monde
  -  Médaille de bronze par équipes aux championnats du monde 2018 à Wuxi
  -  Médaille de bronze par équipes aux championnats du monde 2019 à Budapest
- Épreuves de coupe du monde
  -  Médaille d'or par équipes à la Coupe Bosphorus à Istanbul sur la saison 2021-2022[43]
  -  Médaille d'or par équipes à la Coupe du monde de Hammamet sur la saison 2021-2022[47]
  -  Médaille d'argent par équipes à la Coupe Acropolis sur la saison 2017-2018
  -  Médaille d'argent au Grand Prix du Caire sur la saison 2018-2019
  -  Médaille d'argent par équipes à la Coupe du monde de Tbilissi sur la saison 2021-2022
  -  Médaille de bronze par équipes au Trophée BNP Paribas sur la saison 2017-2018
  -  Médaille de bronze par équipes à la Coupe du monde de Saint-Nicolas sur la saison 2017-2018
  -  Médaille de bronze par équipes à la Coupe du monde de Baltimore sur la saison 2017-2018
  -  Médaille de bronze par équipes à la Coupe du monde de Tunis sur la saison 2018-2019
  -  Médaille de bronze par équipes à la Coupe du monde de Budapest sur la saison 2020-2021
- Universiades
  -  Médaille d'or par équipes à l'Universiade d'été de 2015 à Gwangju
  -  Médaille de bronze par équipes à l'Universiade d'été de 2011 à Shenzhen
- Championnats d'Asie
  -  Médaille d'or en individuel aux championnats d'Asie 2022 à Séoul
  -  Médaille d'or par équipes aux championnats d'Asie 2022 à Séoul
  -  Médaille d'argent par équipes aux championnats d'Asie 2019 à Tokyo
  -  Médaille d'argent par équipes aux championnats d'Asie 2018 à Bangkok
  -  Médaille de bronze en individuel aux championnats d'Asie 2018 à Bangkok
- Jeux asiatiques
  -  Médaille d'or par équipes aux Jeux asiatiques de 2018 à Jakarta
- Championnats de Corée du Sud
  -  Médaille d'or par équipes aux championnats de Corée du Sud de 2021 à Jecheon[31]
  -  Médaille de bronze en individuel aux championnats de Corée du Sud de 2013 à Gimcheon[3]

## Classement en fin de saison
| Année | 2012 | 2013 | 2014 | 2015 | 2016 | 2017 | 2018 | 2019 | 2020 | 2021 | 2022 | 2023 |
| ----- | ---- | ---- | ---- | ---- | ---- | ---- | ---- | ---- | ---- | ---- | ---- | ---- |
| Rang  | 168  | NC   | NC   | 132  | 74   | 99   | 14   | 13   | 25   | 24   | 11   | 194  |